# أولاد مسعود (لمراسلة)
أولاد مسعود هي إحدى مشيخات المملكة المغربية، تتبع جغرافيا لإقليم آسفي وإداريًا للمراسلة. يقدر عدد سكانها بـ 18353 نسمة حسب الإحصاء الرسمي للسكان والسكنى لسنة 2004.